# Asterophrys
Asterophrys és un gènere de granotes de la família Microhylidae que es troba a Papua Nova Guinea.

## Taxonomia
- Asterophrys leucopus (Richards, Johnston & Burton, 1994)
- Asterophrys turpicola (Schlegel, 1837)